# 墾丁悠活麗緻渡假村
墾丁悠活渡假村是位於臺灣屏東縣恆春鎮萬里桐的一座度假村飯店，1999年開始營運，2006年由時任亞都麗緻管理系統總裁嚴長壽規劃打造及加盟亞都麗緻，2021年翻新所有泳池設備，佔地一萬五千多平方公尺。
除位於恆春的飯店外，在牡丹鄉旭海村設有牡丹灣Villa。
電影《少年Pi的奇幻漂流》在墾丁取景期間，曾贊助電影工作人員的食宿。

## 爭議

### 開發爭議
- 1995年：悠活第1次以「集合住宅」名義向屏東縣政府申請1~3區建造執照，面積7850平方公尺。
- 1996年：悠活提出「開發計畫環境說明書」，依建築法規用乙種建築用地申請「旅館」建造執照，但因國家公園「鄉村建築用地」規定之限制，故改以「集合住宅」申請。墾丁國家公園管理處認定悠活的建管資料符合規定，並由屏東縣政府發給建造執照。
- 1997年：悠活第2次向屏東縣政府申請4~6區之建造執照，面積6,773平方公尺。依當時法規應經環評，故悠活提出「開發計畫環境說明書」，墾丁國家公園管理處認定「尚符」，屏東縣政府發給建照[5]。
- 1999年：悠活取得住宅建築執照並開始營運。
- 2002年：墾管處取得悠活建管權。
- 2006年：悠活向墾管處申請轉為旅館使用，就地合法。墾管處許可1~2區使用變更；而占全區土地面積70%的3~6區則未取得旅館使用執照[6]。
- 2006年：位於牡丹鄉旭海村的牡丹灣Villa開始營運。
- 2008年：兒童旅館開始營運。
- 2009年：單車旅館開始營運。
- 2013年：5月3日，行政院環境保護署轉請墾管處下令悠活停業。
- 2013年：12月31日，環保署環評大會有條件通過悠活環評[7]。

### 破壞生態
2014年7月，台灣蘋果日報指出，悠活渡假村導覽員與浮潛業者以「生態體驗」為名破壞萬里桐海域潮間帶生態，有導覽員抓海參讓遊客按捏把玩，還有人違法捕魚、盜採珊瑚礁石，卻不見墾丁國家公園管理處取締，學者感慨「生態浩劫」，墾丁國家公園管理處副處長李登志承認「國家公園管理人員、警力不足，無法隨時遏止非法行為」；悠活渡假村行銷公關回應，導覽員抓海參應是個案，會加強訓練導覽員，保證不會再有類似情況發生。

## 外部連結
- 墾丁悠活渡假村 （页面存档备份，存于）
- 墾丁悠活麗緻渡假村的Facebook專頁